# Ali Bongo
Ali Bongo (* 8. Dezember 1929 in Bangalore, Indien als William Oliver Wallace; † 8. März 2009 in London) war ein englischer Zauberkünstler und Comedian. Er war Präsident des Magischen Zirkels in England. Weithin bekannt wurde er in seiner Rolle als Shriek of Araby („Schrei von Arabien“).
Bongo wurde 1929 im indischen Bangalore geboren, wo sein Vater als Offizier stationiert war. Er wuchs in Trimulgherry, Secunderabad, auf. Mit sieben Jahren zog er mit seiner Mutter nach England. 16-jährig verließ er die Schule, um als Unterhaltungskünstler zu arbeiten. Stationen seiner Karriere waren unter anderem Harry Stanley’s Unique Magic Studio und die Leitung der Abteilung für Zauberartikel in Hamleys Spielwarenladen in London.
Früh schuf er die Figur des Ali Bongo mit seinem charakteristischen orientalischen Kostüm (Umhang, goldene Schnabelschuhe, große Hornbrille und eine Kombination von Fes und Turban) und seinem temporeichen, meist stummen Auftritt. Der Name stammt aus einem Pantomimestück, das er als Jugendlicher mit verfasst hatte.
1960 wurde Bongo Mitglied des Londoner The Magic Circle, Englands ältester Zauberverein (gegründet 1905). Bongos Fernsehdebüt war 1965 ein Auftritt in The Good Old Days. Er schrieb zahlreiche Bücher über Zauberkunst und war auch als Trickberater für Film, Fernsehen und Bühne tätig. Seit etwa 1983 tat er sich besonders als Berater des englischen TV-Zauberers Paul Daniels hervor. 1972 wurde er zum „Zauberer des Jahres“ gewählt. Er gewann noch zahlreiche weitere Auszeichnungen. Zweimal war er Vizepräsident des The Magic Circle, bevor er im September 2008 zum Präsidenten gewählt wurde. Im März 2009 erlag er im Alter von 79 Jahren in London einer Lungenentzündung.